# Aureobasidium pullulans
Espèce
La levure noire Aureobasidium pullulans est une espèce de champignons ubiquistes, c’est-à-dire qu’elle est présente partout et dans différents environnements (sol, air, eau). On la retrouve souvent sur la surface de différentes plantes, dont le pommier où elle survit comme épiphyte, sans affecter son hôte. Elle est néanmoins associée à certains problèmes de roussissure des fruits. Certaines souches de cette levure ont été sélectionnées pour leur efficacité contre différentes maladies du pommier, notamment contre le feu bactérien et les pourritures d’entrepôts.

## Liste des variétés
Selon NCBI (12 novembre 2013) :
- variété Aureobasidium pullulans var. melanogenum
- variété Aureobasidium pullulans var. namibiae
- variété Aureobasidium pullulans var. pullulans
- variété Aureobasidium pullulans var. subglaciale